# Frontière entre l'Autriche et la Slovaquie
La frontière entre l'Autriche et la Slovaquie est la frontière séparant l'Autriche et la Slovaquie (naguère pour partie la Tchécoslovaquie). Elle suit sur une petite partie le cours du Danube et celui de la Morava (en allemand March). Son tracé actuel a été fixé au lendemain de la Seconde Guerre mondiale, incorporant des territoires ayant permis ultérieurement la construction d'une partie du quartier de Bratislava Petržalka. 
Durant l’existence de la Troisième République tchécoslovaque puis de la République socialiste tchécoslovaque (entre 1945 et 1989), dont la Slovaquie était l’une des composantes, cette frontière faisait partie du Rideau de fer, qui fut démantelé lors de la chute des régimes communistes du Bloc de l’Est.
Les postes frontières ont été fermés le 23 décembre 2007, la Slovaquie rejoignant alors l'Autriche dans l'espace Schengen.

## Formalités administratives
Les deux États sont signataires des accords de Schengen.

## Passages

### Municipalités frontalières et points de passage routiers

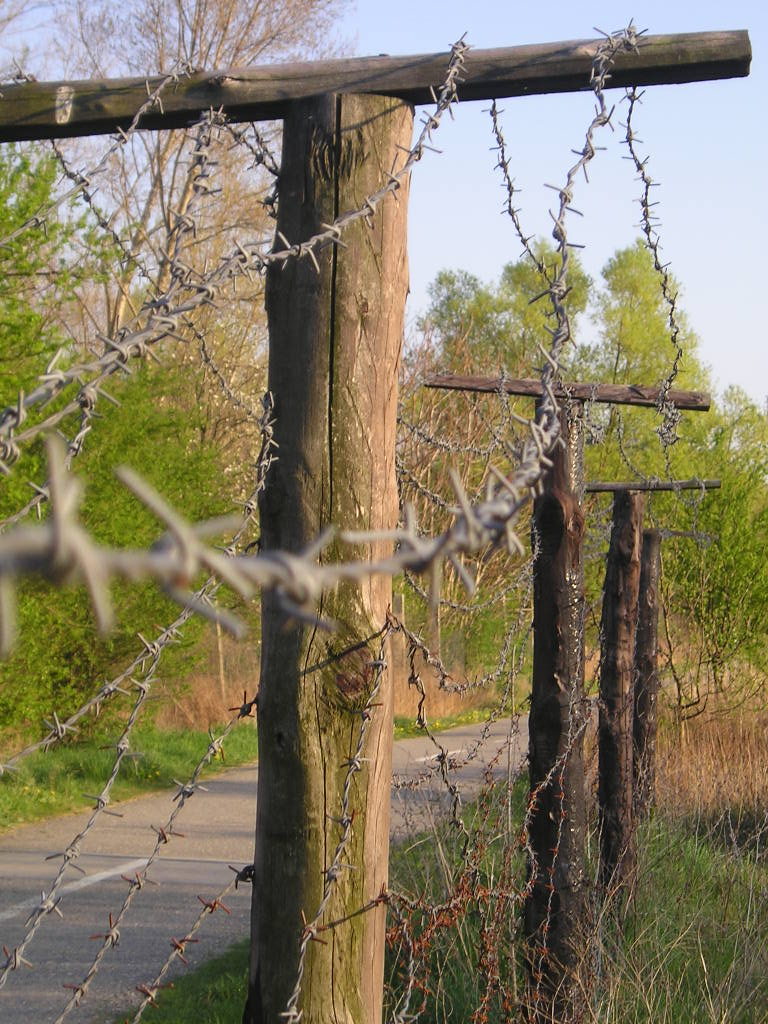
Vestiges du rideau de fer à Devínska Nová Ves.

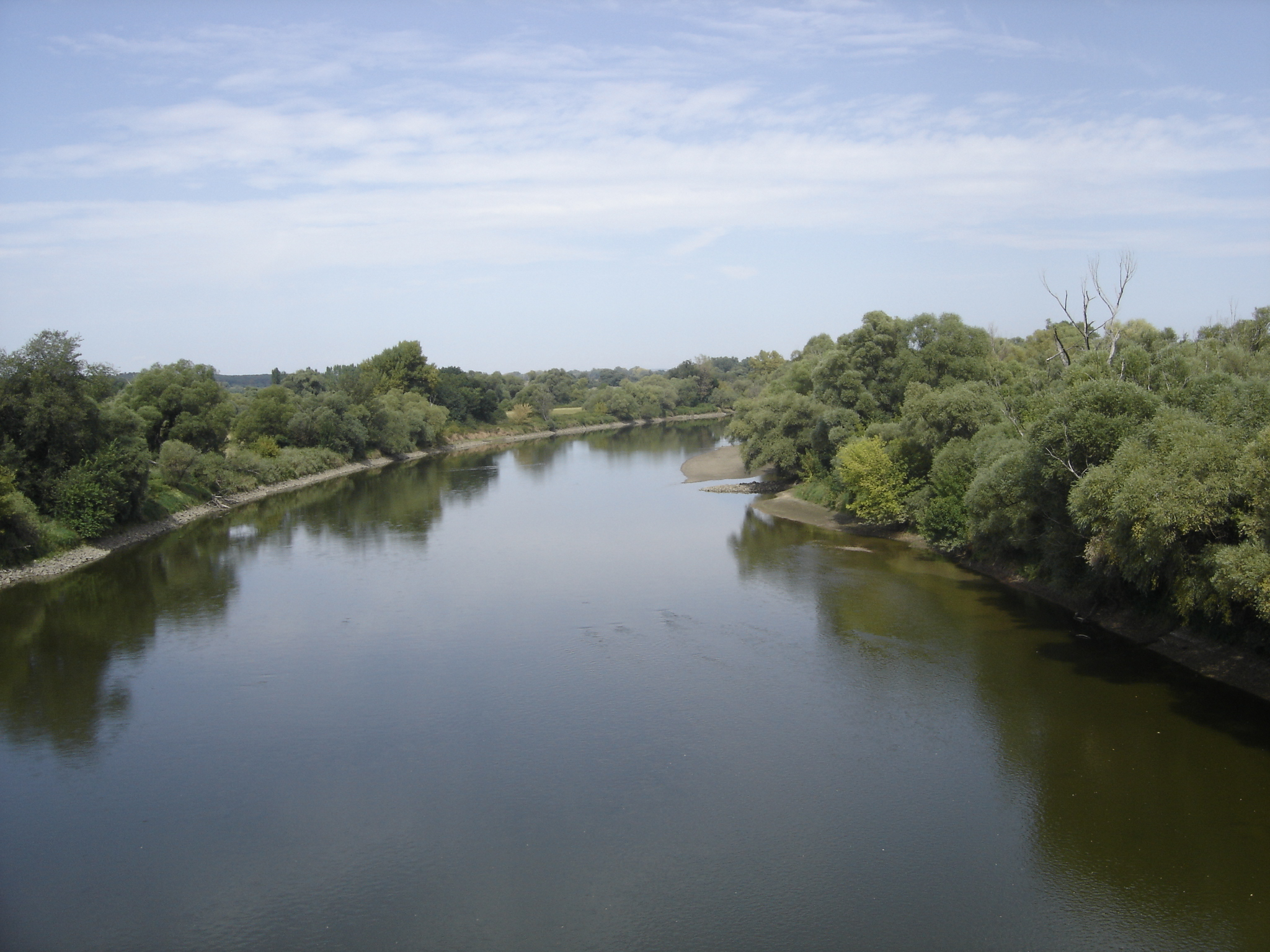
Rivière frontalière vue du Fahrradbrücke der Freiheit entre Devínska Nová Ves et le château de Hof.

| Autriche           | Autriche            | Autriche                        | Autriche                   |                 | Slovaquie                   | Slovaquie                                    | Slovaquie                | Slovaquie         |
| Land               | District            | Commune                         | Frontière                  |                 | Frontière                   | Commune                                      | District                 | Région            |
| ------------------ | ------------------- | ------------------------------- | -------------------------- | --------------- | --------------------------- | -------------------------------------------- | ------------------------ | ----------------- |
| République Tchèque |                     |                                 |                            |                 |                             |                                              |                          |                   |
| Basse-Autriche     | Gänserndorf         | Hohenau an der March            |                            | M o r a v a     |                             | Sekule (Sekeln)                              | Senica (Senitz)          | Trnavský (Tyrnau) |
| Basse-Autriche     | Gänserndorf         | Hohenau an der March            | Marchstrasse               | M o r a v a     | Cesta na hohenau            | Moravský Svätý Ján (St. Johann an der March) | Senica (Senitz)          | Trnavský (Tyrnau) |
| Basse-Autriche     | Gänserndorf         | Ringelsdorf-Niederabsdorf       |                            | M o r a v a     |                             | Moravský Svätý Ján (St. Johann an der March) | Senica (Senitz)          | Trnavský (Tyrnau) |
| Basse-Autriche     | Gänserndorf         | Drösing                         |                            | M o r a v a     |                             | Moravský Svätý Ján (St. Johann an der March) | Senica (Senitz)          | Trnavský (Tyrnau) |
| Basse-Autriche     | Gänserndorf         |                                 |                            | M o r a v a     | Veľké Leváre (Großschützen) | Malacky (Malatzka)                           | Bratislavský (Pressburg) |                   |
| Basse-Autriche     | Gänserndorf         | Malé Leváre (Kleinschützen)     |                            | M o r a v a     |                             | Malacky (Malatzka)                           | Bratislavský (Pressburg) |                   |
| Basse-Autriche     | Gänserndorf         | Jedenspeigen                    |                            | M o r a v a     |                             | Malacky (Malatzka)                           | Bratislavský (Pressburg) |                   |
| Basse-Autriche     | Gänserndorf         | Gajary (Gayring)                |                            | M o r a v a     |                             | Malacky (Malatzka)                           | Bratislavský (Pressburg) |                   |
| Basse-Autriche     | Gänserndorf         | Dürnkrut                        |                            | M o r a v a     |                             | Malacky (Malatzka)                           | Bratislavský (Pressburg) |                   |
| Basse-Autriche     | Gänserndorf         | Angern an der March             |                            | M o r a v a     |                             | Malacky (Malatzka)                           | Bratislavský (Pressburg) |                   |
| Basse-Autriche     | Gänserndorf         | Suchohrad (Dimburg)             |                            | M o r a v a     |                             | Malacky (Malatzka)                           | Bratislavský (Pressburg) |                   |
| Basse-Autriche     | Gänserndorf         | Zollamtsstrasse                 | Hlavna                     | M o r a v a     | Záhorská Ves (Ungeraiden)   | Malacky (Malatzka)                           | Bratislavský (Pressburg) |                   |
| Basse-Autriche     | Gänserndorf         | Weiden an der March             |                            | M o r a v a     | Záhorská Ves (Ungeraiden)   | Malacky (Malatzka)                           | Bratislavský (Pressburg) |                   |
| Basse-Autriche     | Gänserndorf         | Vysoká pri Morave (Hochstetten) |                            | M o r a v a     |                             | Malacky (Malatzka)                           | Bratislavský (Pressburg) |                   |
| Basse-Autriche     | Gänserndorf         | Marchegg                        |                            | M o r a v a     |                             | Malacky (Malatzka)                           | Bratislavský (Pressburg) |                   |
| Basse-Autriche     | Gänserndorf         | Stupava (Stampfen)              |                            | M o r a v a     |                             | Malacky (Malatzka)                           | Bratislavský (Pressburg) |                   |
| Basse-Autriche     | Gänserndorf         | Fahrradbrücke der Freiheit      | Fahrradbrücke der Freiheit | M o r a v a     | Bratislava (Pressburg)      | Bratislava IV (Pressburg IV)                 | Bratislavský (Pressburg) |                   |
| Basse-Autriche     | Gänserndorf         | Engelhartstetten                |                            | M o r a v a     | Bratislava (Pressburg)      | Bratislava IV (Pressburg IV)                 | Bratislavský (Pressburg) |                   |
| Basse-Autriche     | Bruck an der Leitha | Hainburg an der Donau           |                            | M o r a v a     | Bratislava (Pressburg)      | Bratislava IV (Pressburg IV)                 | Bratislavský (Pressburg) |                   |
| Basse-Autriche     | Bruck an der Leitha | Wolfsthal                       |                            | M o r a v a     | Bratislava (Pressburg)      | Bratislava IV (Pressburg IV)                 | Bratislavský (Pressburg) |                   |
| Basse-Autriche     | Bruck an der Leitha |                                 | Bratislava V (Pressburg V) |                 | Bratislava (Pressburg)      |                                              | Bratislavský (Pressburg) |                   |
| Basse-Autriche     | Bruck an der Leitha | Berg                            | Hainburgerstrasse          | Viedenska cesta | Bratislava (Pressburg)      |                                              | Bratislavský (Pressburg) |                   |
| Burgenland         | Neusiedl am See     | Kittsee                         | Nordost Autobahn (A6)      | E58, D4         | Bratislava (Pressburg)      |                                              | Bratislavský (Pressburg) |                   |
| Burgenland         | Neusiedl am See     | Pama                            |                            |                 | Bratislava (Pressburg)      |                                              | Bratislavský (Pressburg) |                   |
| Burgenland         | Neusiedl am See     | Deutsch Jahrndorf               |                            |                 | Bratislava (Pressburg)      |                                              | Bratislavský (Pressburg) |                   |
| Hongrie            |                     |                                 |                            |                 |                             |                                              |                          |                   |

### Points de passage ferroviaires
Il y a deux points de passages ferroviaires entre l'Autriche et la Slovaquie.
|          | Autriche | Autriche  | Autriche |                   | Slovaquie | Slovaquie | Slovaquie                               |  |
| Code UIC | Ligne    | Opérateur | Gare     | Gare              | Opérateur | Ligne     | Remarques                               |  |
| 616      | 117 01   | ÖBB       | Marchegg | Devínska Nová Ves | ŽSR       | 100       | Voie unique non électrifiée             |  |
| 617      | 194 01   | ÖBB       | Kittsee  | Petržalka         | ŽSR       | 101       | Voie unique électrifiée 15 kV 16 ²⁄₃ Hz |  |